# Neolochmaea planiuscula
Neolochmaea planiuscula es una especie de insecto coleóptero de la familia Chrysomelidae.
Fue descrita científicamente en 1955 por Bechyne.